# エルデイ・フェレンツ (建築家)

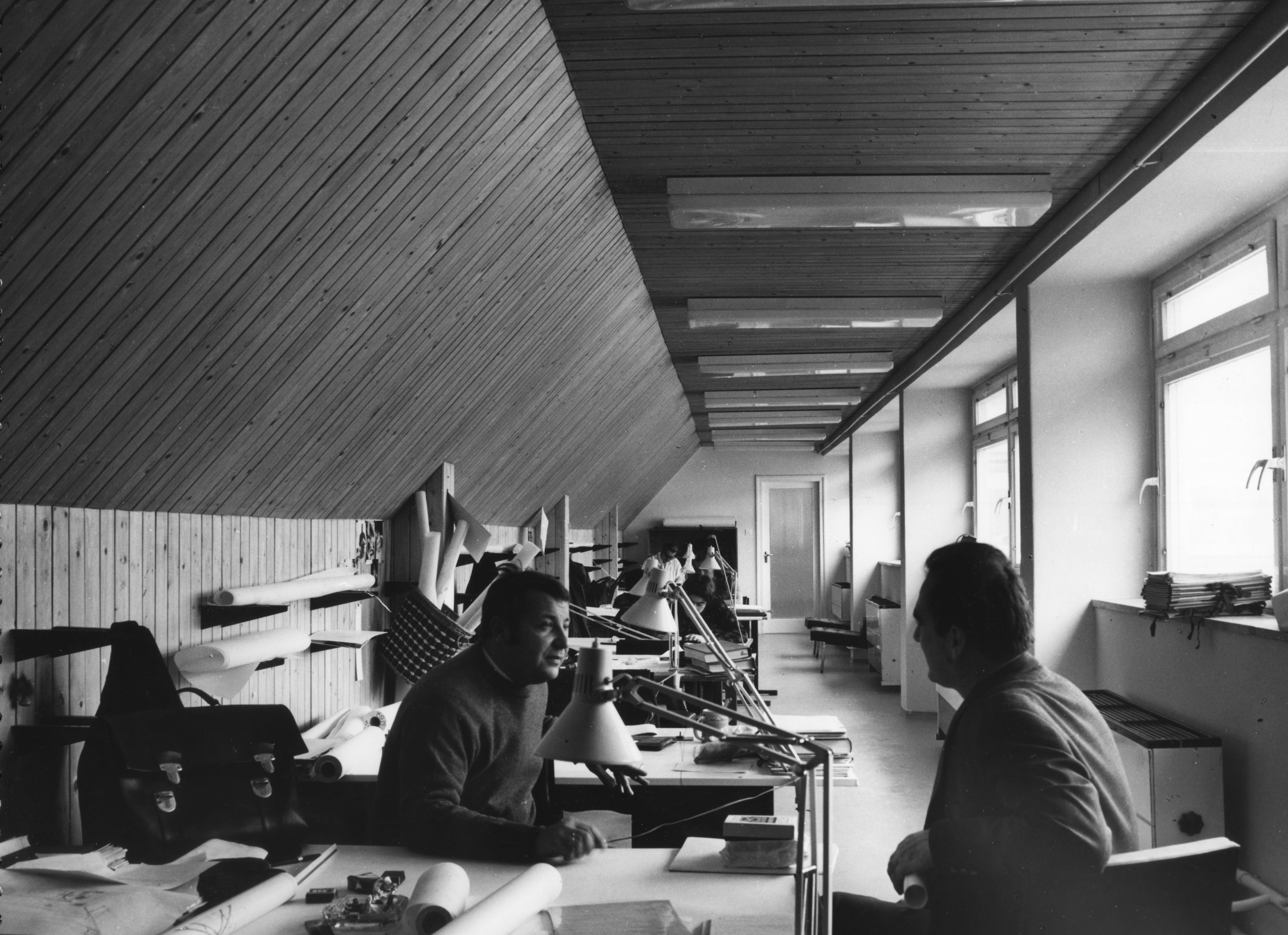

エルデイ・フェレンツ（Erdei Ferenc、1933年8月28日 - 1986年8月8日）は、20世紀の建築家、修復家、作家、画家。

## 生涯

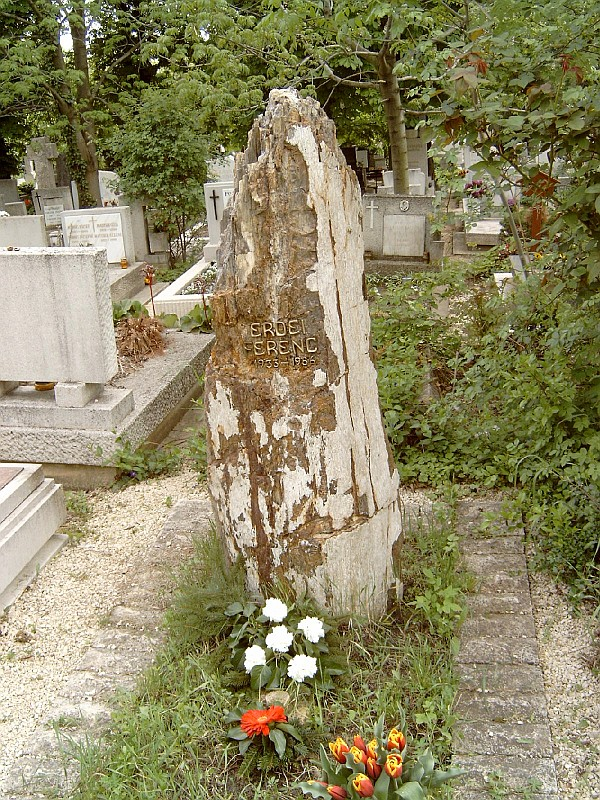
墓

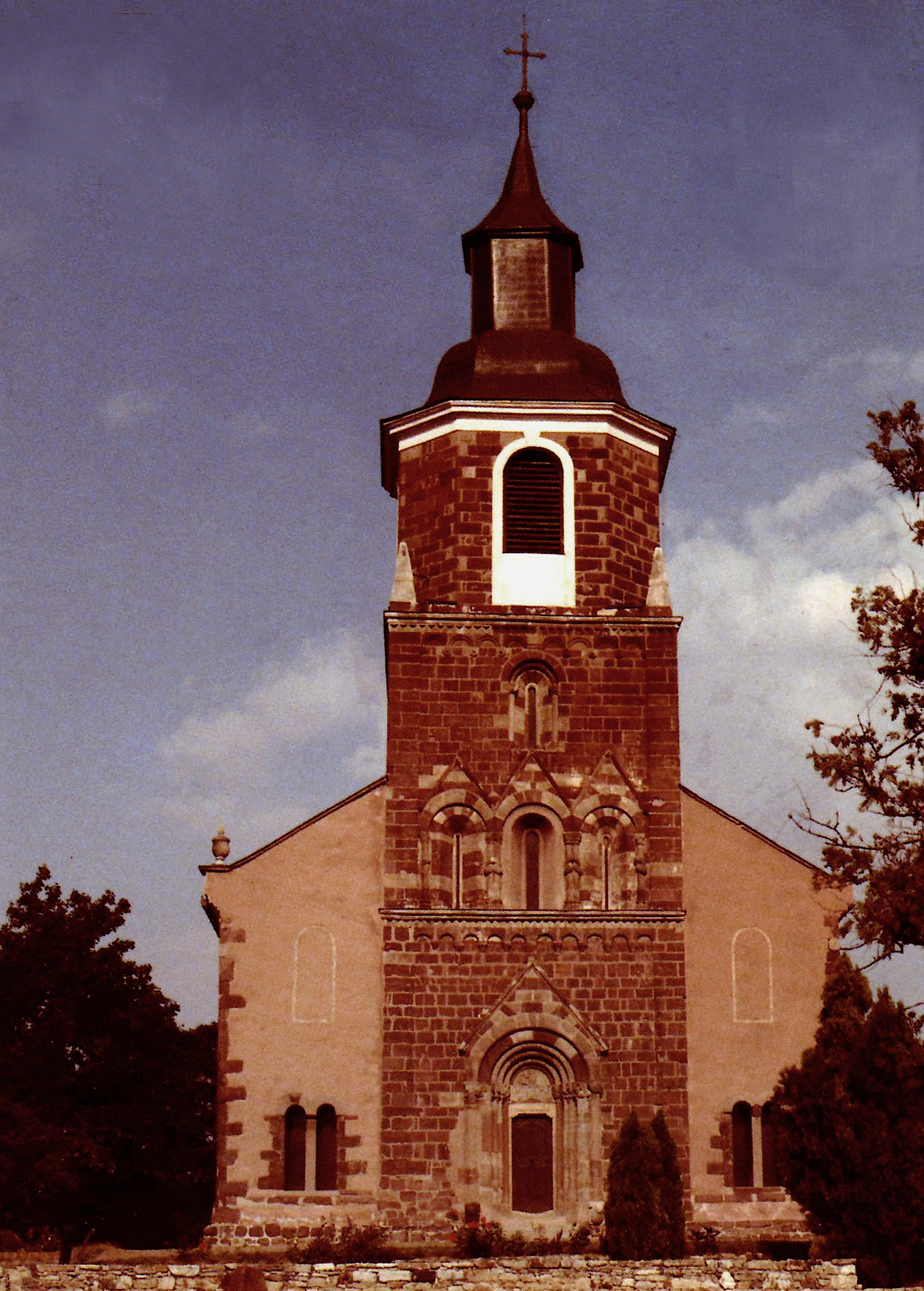
フェルソース：プロヴォスト教会

ハンガリー・ボルショド・アバウーイ・ゼンプレーン県セレンチュ出身。
1952年から1957年まで、建設産業大学と運輸工科大学の建築学部で建築を学ぶ。1957年から国定記念物保護検査局で働く。
1967年にYbl Miklós-díjを受賞。レンガで作られた中立的な壁に鉄筋コンクリートで補強するという単純な方法の建物を建築・修復した。
また個展を開いたりもした。本の製作にも熱心で、雑誌『ハンガリー建築芸術と記念碑保護』に作品を載せる。
著書『風景、時代、博物館、修復された記念碑』ではハンガリーの記念碑、建築物に関する事が書いてある。
1986年、チョングラード・チャナード県バラトンギョレクで死去。

## 建物の製作と修復
- 1959～1960年:ヴェスプレームの聖ジョージ礼拝堂の保護と修復
- 1959～1991年:シェレンツ城の修復
- 1961～1968年:キスナナ城の修復
- 1962〜1963年:バルジェステス城の修復
- 1964〜1964年:ヴァラッソの教会の修復
- 1963～1965年:フェルスシェールスの牧師教会の修復
- 1963～1968年:シゲトヴァール城の修復
- 1965〜1967年: 国立記念物検査局の建物の修復 (建築家Havassy Pállalと共に)
- 1970〜1971年: 歯列弓の設置
- 1974～1977年: 歴史的な住宅の修復
- 1976〜1977年:ザラエゲルセク- チャチスボソク教会の拡張
- 1977〜1982年:ミシュコルツの アヴァシ改革派教会の修復
- 1980～1983年:キゾンボルのロタンダの修復
- 1983～1988年:ヴィシェグラードの大助祭跡の保護と修復